# Padaczka fotogenna
Padaczka fotogenna (fotoczuła, światłoczuła) – szczególny rodzaj epilepsji, w którym napady wywoływane są szybko zmieniającymi się bodźcami świetlnymi, którymi mogą być m.in. telewizja, gry komputerowe, światła dyskotekowe, a także naturalne źródła światła, tj. jazda samochodem lub rowerem w słoneczny dzień wzdłuż obsadzonej drzewami drogi, wzdłuż płotu, patrzenie na fale morskie. Napady epilepsji fotogennej mogą wywoływać również określone wzory geometryczne, np. czarno-biała szachownica.

## Występowanie
Częstość występowania padaczki fotoczułej jest określana na 1:4000. Dotyczy najczęściej pacjentów między 8 a 18 rokiem życia. Wśród chorych przeważają dziewczynki (1:1,5–2). Liczba ta obejmuje jednak tylko zdiagnozowane przypadki – przypadków nieujawnionej podatności może być znacznie więcej. Do momentu wystąpienia pierwszego napadu epileptycznego, chory nie wie, że cierpi na padaczkę.

### Padaczka fotogeniczna a telewizja i gry komputerowe
Istnieją czynniki, które znacznie zwiększają ryzyko wystąpienia napadu epileptycznego, także u osób zdrowych. Do najniebezpieczniejszych należą: jasne migotanie z gwałtowną zmianą luminancji, zmiany koloru od lub do nasyconej czerwieni oraz wzory geometryczne składające się  z naprzemiennie występujących jasnych i ciemnych elementów. Organizm człowieka może być poddawany tego rodzaju bodźcom na przykład w czasie oglądania telewizji.
W grudniu 1997 r. czterosekundowa sekwencja anime Pokémon w odcinku Dennō Senshi Porygon, wyemitowana w japońskiej telewizji, spowodowała około 700  przypadków napadów epileptycznych. Spośród hospitalizowanych pacjentów dla 76% był to pierwszy napad. Ostatnio mówiło się również o przypadkach animowanego logo londyńskiej Olimpiady 2012, czy reklamy Citroena DS4 wycofanej za sprawą możliwości wywoływania napadów.
W 2020 r. gra Cyberpunk 2077 spotkała się z krytyką, gdy okazało się, że jedna z animacji w scenie gdy postać przechodzi tzw. braindance może wywołać atak padaczki fotogennej. W odpowiedzi studio CD Projekt Red wystosowało oficjalny komunikat dotyczący zagrożenia, a następnie zmodyfikowało animację tak by zminimalizować ryzyko wystąpienia ataku.

#### Prawo
W trosce o bezpieczeństwo widzów w ostatnich latach wprowadzono na świecie różnego rodzaju dokumenty, zalecające sprawdzanie materiałów przed emisją w telewizji.
Sprawdzanie materiału emisyjnego jest obowiązkowe w Anglii (zalecenie OfCom Guidance Note for Licensees on Flashing Images and Regular Patterns in Television)
Również ITU (międzynarodowy związek telekomunikacyjny, zrzeszający 193 państwa, w tym Polskę) od 2005 roku zaleca sprawdzanie materiałów emisyjnych (ITU-R BT.1702 – Guidance for the reduction of photosensitive epileptic seizures caused by television).
Profesor Graham Harding, ekspert ds. epilepsji fotogennej, konsultant OfComu, ITU i NAB w sprawie wyżej omawianych zaleceń, razem z Cambridge Research Systems Ltd opracował algorytm komputerowy, sprawdzający zgodność materiału z zaleceniami (tzw. test Hardinga) – Harding Flash & Pattern Analyser. Brytyjskie i japońskie stacje telewizyjne oraz firmy postprodukcyjne, sprawdzają materiały na etapie produkcji oraz przed emisją w telewizji – większość z nich posiada licencję na oprogramowanie i zatrudnia wyszkolonych specjalistów, zajmujących się zarówno sprawdzaniem, jak i naprawianiem potencjalnie niebezpiecznych programów. Obserwuje się również tendencję do wzrostu świadomości niebezpieczeństwa płynącego z ekranu wśród firm i nadawców na całym świecie – w trosce o dobre imię marki coraz częściej dobrowolnie poddają swoje produkcje testom Hardinga. 
W Polsce możliwość sprawdzenia materiałów emisyjnych online, na etapie produkcji oferuje serwis WWW – www.hardingtestonline.com. W Anglii funkcjonują podobne serwisy WWW – www.onlineflashtest.com
 oraz www.hardingtest.com.

## Zapobieganie
U chorych na padaczkę fotoczułą istnieją dwa sposoby zapobiegania napadom – prowadzenie farmakoterapii (pochodne walproinianu jako leczenie podstawowe) oraz unikanie lub zmniejszenie stymulacji świetlnej przy korzystaniu z telewizora lub komputera.
Zmniejszenie stymulacji świetlnej polega na przestrzeganiu kilku prostych zasad: najlepiej, gdy monitor lub telewizor stoją w odległości co najmniej trzy- czterokrotnie większej od przekątnej ekranu. Pomieszczenie powinno być dobrze oświetlone, bez dużej różnicy kontrastów między ekranem a pomieszczeniem. Korzystne jest ustawienie świecącej lampki za telewizorem. Nie zaleca się korzystania z komputera dłużej niż 20-30 minut. Z innych środków ostrożności można wymienić: stosowanie okularów spolaryzowanych, monitorów małych, najlepiej 12-calowych lub o wysokiej częstotliwości odświeżania (100 Hz), unikanie stresu, zmęczenia, niewyspania.